# Compton, California
Compton là một thành phố tại quận Los Angeles, tiểu bang California, Hoa Kỳ. Thành phố Compton là một trong những thành phố cổ nhất ở quận. Thành phố nằm trong Vùng Đại Los Angeles. Dân số theo điều tra năm 2005 của Cục điều tra dân số Hoa Kỳ là 95.701 người, dân số theo điều tra năm 2010 là 96.455 người, diện tích là km². Thành phố được dân địa phương xem là cạnh phía nam của Los Angeles.